# Olivér Várhelyi

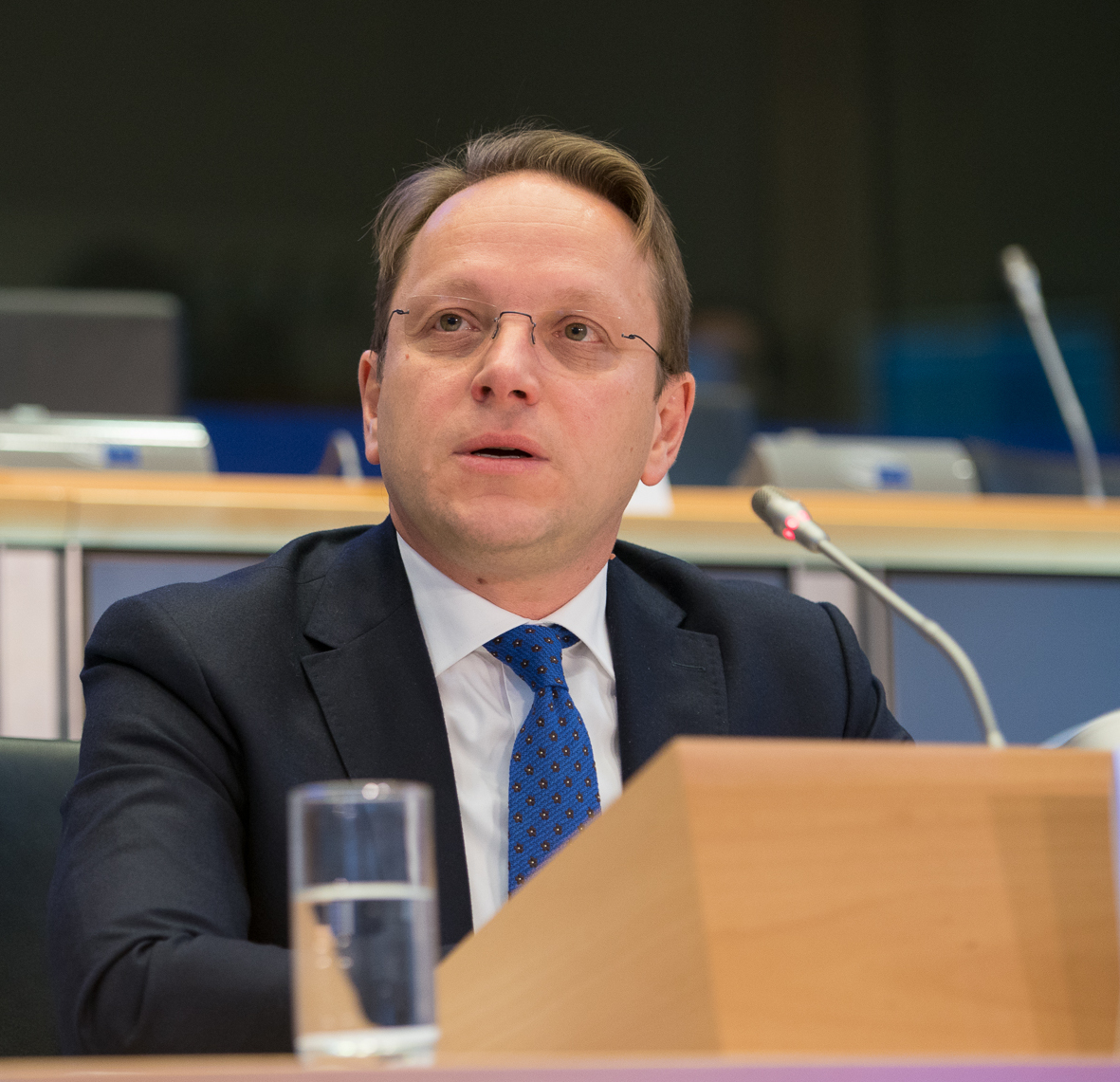
Olivér Várhelyi (2019)

Olivér Várhelyi (Szeged, 2 maart 1972) is een Hongaars jurist, diplomaat en niet partijgebonden politicus. Sinds 1 december 2019 is hij Eurocommissaris voor Nabuurschap en Uitbreiding in de commissie-Von der Leyen.

## Loopbaan
Várhelyi studeerde rechten aan de Universiteit van Szeged en deed een master Europese studies aan de Universiteit van Aalborg. Als jurist was hij werkzaam voor Hongaarse overheidsdiensten en was verbonden aan de Hongaarse delegatie bij de Europese Unie. In 2005 werd hij advocaat. Hij was twee jaar hoofd Europees recht bij het Hongaarse ministerie van justitie en leidde tussen 2008 en 2011 een afdeling voor industriële eigendomsrechten bij de Europese commissie. Tussen 2011 was hij plaatsvervangend hoofd en van 2015 hoofd, met als titel ambassadeur, van de Hongaarse Permanente vertegenwoordiging in Brussel. Per 1 december 2019 is hij Eurocommissaris belast met Nabuurschap en Uitbreiding in de commissie-Von der Leyen nadat het Europees Parlement de voordracht van de door de regering voorgedragen László Trócsányi blokkeerde.